# Batalla de Varsovia (1920)
La batalla de Varsovia (a veces llamada Milagro en el Vístula; en polaco: Cud nad Wisłą) fue el enfrentamiento decisivo de la guerra polaco-soviética, que empezó en 1919, poco después del fin de la Primera Guerra Mundial, y concluyó con el Tratado de Riga en 1921.
Se desarrolló desde el 13 hasta el 25 de agosto de 1920. Comenzó cuando las fuerzas del Ejército Rojo, comandadas por Mijaíl Tujachevski, se aproximaron a Varsovia y a las cercanías de la fortaleza de Modlin. Pese a que en un principio las tropas soviéticas parecían estar ganando la batalla, realmente estaban cayendo en la trampa preparada por el gobierno polaco. El 16 de agosto, fuerzas polacas dirigidas por Józef Piłsudski contraatacaron desde el sur a los puntos débiles del frente soviético, forzando contra todo pronóstico a las fuerzas rusas a retirarse en forma desorganizada hacia el este y detrás del río Niemen.
Antes de la victoria polaca en el río Vístula, tanto los bolcheviques como la mayoría de los expertos extranjeros consideraban que Polonia estaba al borde de la derrota. El contundente e inesperado triunfo polaco dañó seriamente a las fuerzas bolcheviques. En los meses siguientes, varios éxitos más aseguraron la independencia y la frontera oriental de Polonia. Esta victoria polaca supuso un gran freno al avance de los gobiernos comunistas en Europa Central.

## Preludio de la batalla
Tras la Primera Guerra Mundial, el choque entre la Rusia Soviética y el recién creado Estado de Polonia parecía inevitable. Polonia, que acababa de recuperar la independencia perdida tras la tercera partición de la Mancomunidad Polaco-Lituana (1795), se formó a partir de territorios que antes de la Guerra Mundial habían pertenecido a Alemania, Austria-Hungría y Rusia, que intentaron ceder el menor territorio posible, dejando así a muchos polacos fuera del nuevo Estado. Además, los polacos buscaban establecer la Międzymorze, una federación multinacional de todos los países entre los mares Báltico y Negro. Esta unión tendría suficiente fuerza para detener cualquier impulso imperialista de Alemania y Rusia en Europa Oriental.
Por su parte, Rusia consideraba a Polonia como una de sus provincias y no como un país independiente, por lo que los bolcheviques, que habían vencido en febrero de 1920 en la Guerra civil a los rusos blancos,tomando el 8 Odesa y el 15 Tiraspol, estudiaron pronto la posibilidad de invadir Polonia. Lenin veía a Polonia como un puente hacia Europa Occidental que tendría que cruzar para que el comunismo llegara al centro y al oeste del continente. Además, una guerra con Polonia sería una excelente manera de probar el poderío soviético. Los bolcheviques insistían en trasladar la revolución a Europa Occidental, lo que debería hacerse con las bayonetas de los soldados soviéticos siguiendo el camino más corto a Berlín y a París: atravesando Varsovia.
Ambos países entraron en conflicto en Ucrania, donde tanto Polonia como Rusia querían imponer un gobierno amigo y que les favoreciese. Después de sufrir algunos reveses contra Polonia en 1919, la contraofensiva bolchevique consiguió vencer a las tropas de la Ofensiva de Kiev polaca en 1920. Tras expulsar a las tropas polacas de Ucrania, la República Soviética de Rusia procedió a invadir Polonia. La estrategia soviética consistía en un masivo ataque a la capital, Varsovia. Su captura hubiera tenido un enorme efecto propagandístico para los soviéticos, quienes pensaban que así doblegarían la moral polaca y, además, produciría una serie de revoluciones comunistas por toda Europa que dejarían libre el camino para que el Ejército Rojo se uniera a la Revolución Alemana.

Situación del frente polaco-bolchevique en junio de 1920

Polonia estaba prácticamente sola en la guerra. Francia y el Reino Unido no ayudaron más que con unos pocos hombres; Lituania apoyó a Rusia, pues esta le había prometido diversos territorios; y los refuerzos de 30 000 miembros de la caballería enviados por Hungría para ayudar a Polonia nunca llegaron debido a que el régimen socialista de Checoslovaquia no les permitió el paso.
 Ninguno de sus vecinos aceptaron venderle material bélico. Las potencias occidentales presionaron a Polonia para que cediese a las peticiones rusas, entre las que se encontraba la rendición incondicional. Vladímir Lenin aumentó las exigencias, intentando así conseguir tiempo para conquistar Varsovia y obtener la victoria por la vía militar y no mediante la diplomacia.
El 1.er Ejército de Caballería soviético, bajo el mando de Semión Budionni, irrumpió a través de las líneas polacas en junio de 1920. Esto llevó a la caída de todos los frentes polacos en el este. El 4 de julio de 1920, el frente occidental de Mijaíl Tujachevski comenzó el asalto desde el río Berézina en Bielorrusia, obligando a las fuerzas polacas a retirarse. El 19 de julio, el Ejército Rojo tomó la ciudad de Grodno; el 28, alcanzó Białystok; y tres días después fue capturada la fortaleza de Brest. A mediados de ese año, la supervivencia de la independencia de Polonia estaba en peligro y el mundo entero esperaba su caída en cualquier momento. Rusia, habiendo vencido a Polonia en todos los frentes en Ucrania, Bielorrusia y el propio territorio polaco, avanzó hacia Varsovia.

## Preparación de la batalla

### El plan polaco
Józef Piłsudski, comandante en jefe de las tropas polacas, quería centrar las operaciones de defensa contra la invasión rusa en el río Bug y en la ciudad de Brest, pero su rápida caída lo hizo imposible. Durante la noche del 5 al 6 de agosto, Piłsudski concibió un nuevo plan en el palacio Belvedere, en Varsovia. En la primera fase, ordenó a las fuerzas polacas que se retirasen a través del río Vístula y defendiesen el río Wieprz y los puentes que permitían el paso hacia Varsovia. Aproximadamente la cuarta parte de las divisiones disponibles se concentrarían en el sur para llevar a cabo la contraofensiva. Después, el plan de Piłsudski requería la participación los ejércitos Primero y Segundo del general Józef Haller, compuestos por diez divisiones. Haller debía tomar el papel defensivo, enfrentándose al ataque frontal soviético desde el este en Varsovia, y mantener su posición a cualquier precio. Al mismo tiempo, el Quinto ejército del general Władysław Sikorski, compuesto por cinco divisiones y media, defendería la zona norte, cerca de la Fortaleza de Modlin. Cuando fuese viable, deberían atacar por la retaguardia, evitando que las fuerzas soviéticas intentasen rodear Varsovia desde el frente noroccidental. Otras cinco divisiones del Quinto ejército debían defender Varsovia desde el norte. El general Franciszek Latinik defendería la ciudad mientras que el general Bolesław Roja dirigiría la defensa del río Vistula entre Góra Kalwaria y Dęblin.

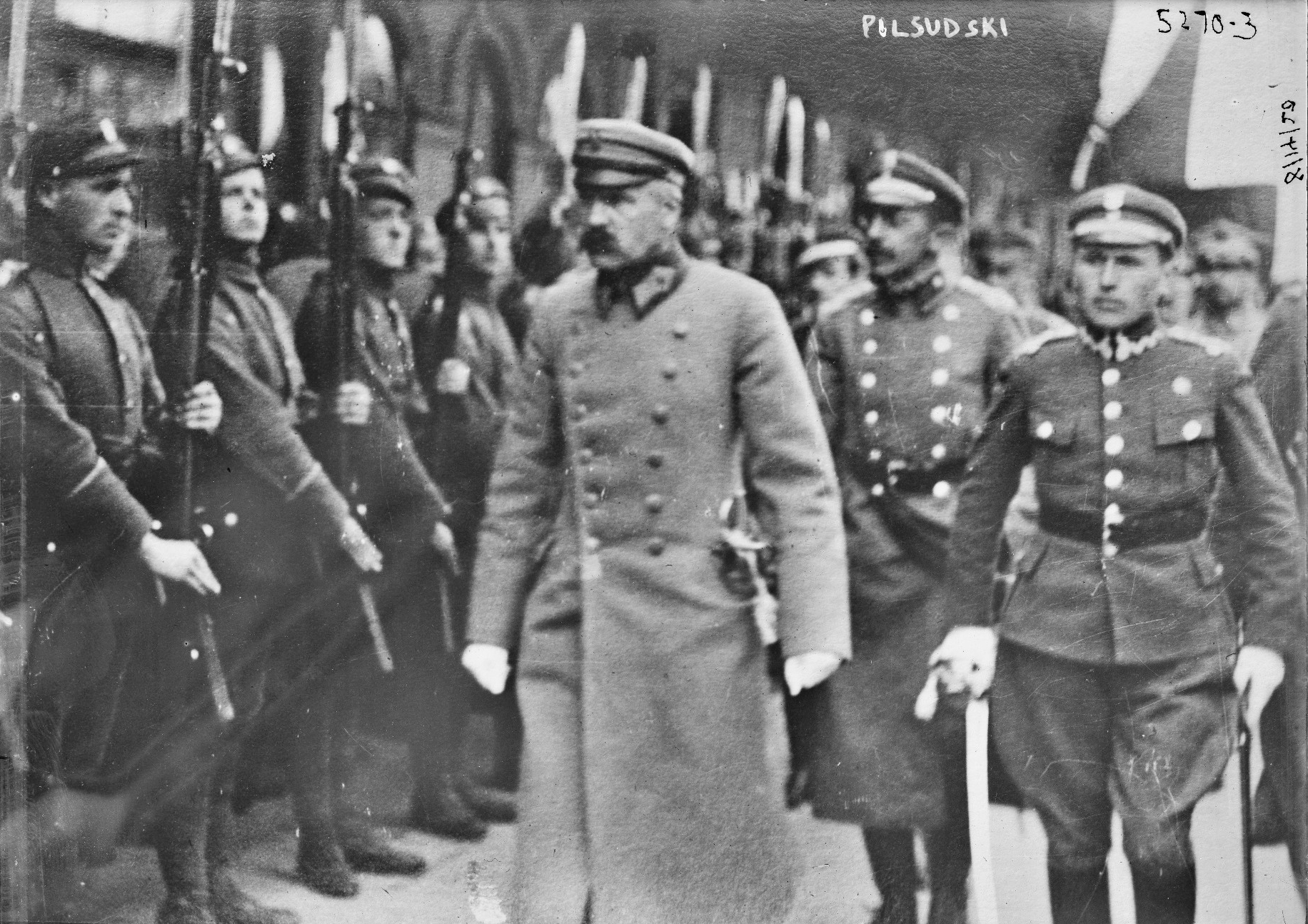
Józef Piłsudski pasando revista a sus soldados

La parte más importante, sin embargo, recayó en un grupo relativamente pequeño (unos veinte mil hombres) recién creado: el "Ejército de la Reserva", también llamado "Grupo de Asalto" (Grupa Uderzeniowa en polaco). Lo dirigiría el propio Piłsudski, al mando de las unidades más curtidas y preparadas. A estos se les añadirían los ejércitos Tercero y Cuarto, comandados por Zygmunt Zieliński y Leonard Skierski, respectivamente. Estas fuerzas, tras retirarse del frente occidental del río Bug, no se habían dirigido directamente a Varsovia ya que habían atravesado el río Wieprz para huir de sus perseguidores, por lo que su llegada a tiempo no estaba asegurada. El Grupo de Asalto debería llevar a cabo un ataque relámpago por el norte, en un punto débil identificado por la inteligencia polaca entre los frentes occidental y sudoccidental soviéticos. Esto separaría al frente occidental de sus apoyos y desorganizaría sus movimientos. Finalmente, la separación entre el Quinto ejército del general Sikorski y el Grupo de Asalto se cerraría cerca de la frontera prusiana, dejando al ejército soviético atrapado.
Aunque basado en la información de la inteligencia polaca y en comunicaciones de radio soviéticas interceptadas, el plan fue considerado de aficionado por muchos expertos y militares de alto rango, quienes rápidamente señalaron que Piłsudski carecía de formación militar. A tan solo una semana de la fecha prevista para el contraataque, muchas unidades polacas estaban luchando en lugares que distaban entre 150 y 200 kilómetros de los puntos donde debían concentrarse. Todos los movimientos de tropas se estaban desarrollando a cortas distancias del Ejército Rojo, por lo que si este presionaba un poco más desbarataría los planes de contraataque y pondría en peligro la cohesión de todo el frente polaco. Piłsudski admitió en sus memorias que era una apuesta muy arriesgada y que las razones que le habían llevado a decidir continuar adelante con su plan eran el derrotismo de los políticos, el miedo por la seguridad de la capital y el sentimiento de que si Varsovia caía, todo estaría perdido. Solo la desesperada situación persuadió a los altos mandos de llevar a cabo el plan ya que, dadas las circunstancias, era la única forma posible de evitar una derrota devastadora. Irónicamente, cuando una copia del plan llegó accidentalmente a manos rusas, fue considerado un pobre intento de engañarlos y lo ignoraron. Unos días después, los soviéticos pagaron caro su error.
Existe controversia sobre la autoría del plan. Debido a la imagen política de Piłsudski, fue muy impopular entre el ala derecha de los políticos polacos. Por ello, después de la batalla, muchos periodistas sugirieron que el plan había sido preparado por el francés Maxime Weygand o por el jefe del Estado Mayor polaco, Tadeusz Rozwadowski. De acuerdo con investigaciones recientes, el plan militar francés solo proponía un pequeño contraataque de dos divisiones en Mińsk Mazowiecki. Su objetivo era obligar a las fuerzas bolcheviques a retroceder treinta kilómetros para facilitar las negociaciones de alto el fuego. Por otro lado, el plan del general Rozwadowski implicaba un mayor ataque a las líneas rusas en la región de Wieprz. Sin embargo, Piłsudski proponía una operación a gran escala, con numerosas fuerzas encargadas de atacar a las tropas enemigas más que hacerlas retroceder. La misión francesa se opuso a este plan, ya que no confiaba que el ejército polaco pudiera reagruparse tras haberse retirado a lo largo de 600 kilómetros. No obstante, durante muchos años persistió el mito de que fue la llegada de las fuerzas aliadas lo que salvó a Polonia, y en ese mito el francés Weygand ocupaba el papel principal.

### El plan ruso
Mijaíl Tujachevsky planeó rodear Varsovia cruzando el río Vístula cerca de Włocławek, al norte y al sur de la ciudad, y atacarla desde el noroeste. Con sus veinticuatro divisiones, esperaba repetir la clásica maniobra de Iván Paskévich, quien, durante el Levantamiento de Noviembre (1831), cruzó el Vístula a la altura de Toruń y llegó a Varsovia casi sin oposición. Este movimiento ayudaría también a eliminar las fuerzas polacas de Gdansk, el único puerto por el que podían recibir armas y suministros.
La debilidad principal del plan soviético era la escasez de defensas del flanco sur, protegido solo por las zonas pantanosas de Pinsk. La mayor parte del frente sudoccidental soviético estaba participando en la Batalla de Leópolis.

## La batalla

### Primera fase
Los bolcheviques continuaron avanzando dentro del territorio polaco en dirección a Varsovia. El cuerpo de caballería de Gayk Bzhishkyán (Hayk Bzhishkyan) y el Cuarto ejército soviético cruzaron el río Wkra y se dirigieron hacia la ciudad de Włocławek. Los ejércitos Tercero y Decimoquinto se acercaron a la fortaleza de Modlin, y el Decimosexto se trasladó hacia Varsovia. El ataque final soviético a Varsovia comenzó el 12 de agosto con el asalto del Decimosexto ejército al pueblo de Radzymin, a tan solo 23 kilómetros de la capital. El éxito del ejército ruso obligó a Piłsudski a adelantar sus planes un día.

Movimientos de tropas de la primera fase de la batalla

La primera fase del plan de Piłsudski comenzó un día después, el 13 de agosto, tras el ataque frontal del Ejército Rojo al puente de Praga. Durante el duro combate, Radzymin cambió de manos varias veces y los diplomáticos extranjeros, con la excepción de los embajadores de Gran Bretaña y del Vaticano, abandonaron precipitadamente Varsovia.
El 14 de agosto, Radzymin cayó definitivamente en manos del Ejército Rojo, con lo que el frente del general Sikorski resultó muy dañado. El Quinto ejército polaco tuvo que enfrentarse en la defensa de la fortaleza de Modlin a tres divisiones rusas: los ejércitos Tercero, Cuarto y Quinto. El sector Modlin tuvo que ser reforzado con la Brigada Siberiana y la Decimoctava división de infantería; ambos eran grupos experimentados en el campo de batalla. El Quinto ejército consiguió resistir hasta el anochecer gracias a los apoyos recién llegados.
La complicada situación fue salvada alrededor de la medianoche, cuando el Regimiento Ulano consiguió atravesar las líneas bolcheviques y destruir la estación de radio del Cuarto ejército soviético. Esta división tenía una única radio más, cuya frecuencia era conocida por la inteligencia polaca. Como los descodificadores polacos no querían que los soviéticos supiesen que sus códigos habían sido descubiertos pero, por otro lado, querían neutralizar las comunicaciones rusas, la estación de radio de Varsovia emitió el Génesis en polaco y latín en la frecuencia que conocían. Por ello, sin comunicación con los cuarteles generales, el Cuarto ejército ruso continuó su avance hacia Toruń y Płock ignorando que Tujachevski había dado orden de girar hacia el sur. El ataque de los ulanos es conocido como El Milagro de Ciechanów.
Al mismo tiempo, el primer ejército polaco, dirigido por Latinik, consiguió resistir un ataque directo a Varsovia por parte del Ejército Rojo. La lucha por el control de Radzymin forzó al general Haller, dirigente del frente norte, a emprender el contraataque del Quinto ejército antes de lo planeado.
Durante todo este tiempo, Piłsudski estuvo ultimando sus planes para la contraofensiva. Decidió supervisar personalmente el ataque y, debido a los grandes riesgos que esto suponía, escribió una carta por la cual renunciaba a todas sus funciones de gobierno. Entre el 13 y el 15 de agosto, visitó a las unidades del Cuarto ejército concentradas derca de Puławy, a unos cien kilómetros al sur de Varsovia. Intentó subirles la moral, ya que muchos soldados estaban cansados y desmoralizados y muchos de los refuerzos recién incorporados les habían informado de las grandes pérdidas polacas. Sin embargo, en tan solo tres días Piłsudski fue capaz de subir la moral de sus tropas y motivarlos para realizar un gran esfuerzo. La logística resultó una pesadilla debido a que el ejército polaco usaba armas provenientes de cinco países distintos y cada una de ellas usaba munición distinta. A este problema se le añadía el hecho de que el equipamiento estaba en bastante mal estado. Piłsudski escribió en sus memorias: «En la Vigesimoprimera división, casi la mitad de los soldados se presentaron ante mí descalzos».

### Segunda fase
La Vigésimo séptima división de infantería del Ejército Rojo consiguió llegar al pueblo de Izabelin, a 13 kilómetros de la capital. Este fue el punto más cercano a Varsovia que alcanzaron las tropas rusas, ya que prácticamente a partir de este momento, las fuerzas de contraataque polacas consiguieron controlar la situación.

La segunda fase: el contraataque polaco

Tujachevski, creyendo que todo estaba saliendo según lo planeado, cayó en la trampa de Piłsudski. La marcha rusa a través del Vístula en el norte estaba llegando a una zona que había sido prácticamente evacuada, en la que quedaban pocas tropas polacas destinadas a desviar la atención rusa mientras se llevaba a cabo el contraataque. Por otro lado, al sur de Varsovia, Tujachevski dejó solamente un pequeño destacamento para cuidar de las vitales conexiones entre los frentes noroccidental y sudoccidental. El Grupo Mozyr, al que se le había asignado esta tarea, contaba con tan solo ocho mil hombres. Otro error ruso neutralizó al Primer ejército de Caballería soviético de Semión Budionni, el grupo más temido por Piłsudski. El Alto Mando soviético, bajo insistencia de Tujachevski, ordenó a la caballería avanzar hacia Varsovia desde el sur, pero Budionni no obedeció esta orden debido a las rencillas existentes entre los generales del frente sudoccidental. En esto influyeron los juegos políticos de Iósif Stalin, jefe del frente sudoccidental en aquel momento, los cuales contribuyeron a la desobediencia de Yegórov y Budionni hacia el Alto Mando.
Stalin, buscando la gloria personal, quería capturar la ciudad industrial de Lwów. Finalmente las fuerzas de Budionni, quien apoyaba a Stalin, marcharon hacia Lwów en lugar de Varsovia, retirando un importante apoyo a las fuerzas que atacaban la capital.
El Quinto ejército polaco contraatacó el 14 de agosto cruzando el río Wkra. Se enfrentó a las fuerzas combinadas de los ejércitos rusos Tercero y Decimoquinto que, por separado, eran bastante superiores numérica y técnicamente a los polacos. El combate en Nasielsk duró hasta el 15 de agosto y supuso prácticamente la destrucción de todo el pueblo y la derrota polaca. Sin embargo, el avance soviético hacia Varsovia y Modlin fue detenido el 15 de agosto. Ese mismo día las tropas polacas recuperaron Radzymin, lo que mejoró la moral polaca.
Desde ese momento, el general Władysław Sikorski del Quinto ejército presionó a las exhaustas tropas soviéticas lejos de la capital en un ataque relámpago. Las unidades de Sikorski, apoyadas por la mayoría de los pocos tanques, carros blindados y artillería que poseía Polonia avanzaron presionando al Ejército Rojo a una velocidad media de unos 30 kilómetros al día, destruyendo pronto toda esperanza soviética de completar su maniobra de rodear Varsovia por el norte.

### Tercera fase
El 16 de agosto, el Grupo de Asalto liderado por Józef Piłsudski comenzó a avanzar hacia el norte desde el río Wieprz y se dirigió hacia las posiciones del Grupo Mozyr, el cual contaba con tan solo dos divisiones repartidas a lo largo de un frente de 150 kilómetros. El primer día de la contraofensiva, solo una de las cinco divisiones polacas tuvo que enfrentarse a fuerzas rusas, mientras que las otras cuatro, apoyadas por la caballería, consiguieron avanzar 45 kilómetros sin oposición. Antes de llegar la tarde, la ciudad de Włodawa ya había sido recuperada por el Grupo de Asalto y las líneas de comunicación rusas habían sido cortadas. Incluso Piłsudski estaba sorprendido de este temprano éxito. Las unidades del Grupo de Asalto cubrieron 70 kilómetros en 36 horas, cortando la ofensiva soviética y prácticamente sin encontrar resistencia. El Grupo Mozyr fue derrotado el primer día de la operación, por lo que los distintos ejércitos polacos encontraron una importante separación entre los frentes rusos y explotaron esta situación, continuando su ofensiva hacia el norte contra el sorprendido y confundido ejército ruso.

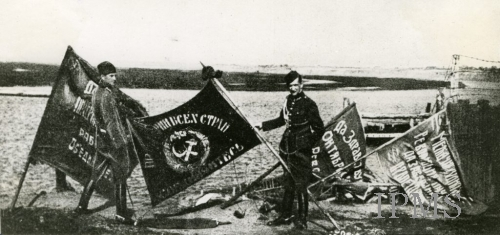
Soldados polacos con las banderas soviéticas tras la batalla de Varsovia

El 18 de agosto, Mijaíl Tujachevski, en los cuarteles centrales de Minsk a 500 kilómetros al este de Varsovia, fue consciente del alcance de su derrota y ordenó a las tropas que aún estaban en el campo de batalla que se retirasen y reagrupasen. Su intención era organizar la línea del frente ofensivo, frenar el ataque polaco y retomar la iniciativa, pero sus órdenes o bien llegaron tarde o bien ni siquiera fueron recibidas. El general soviético del Tercer Cuerpo de Caballería continuó su avance hacia Pomerania y se enfrentó al Quinto ejército polaco, el cual, tras haber conseguido expulsar a los bolcheviques, había ido en su persecución. Con el objetivo de cortar la retirada del enemigo, el primer ejército polaco completó extraordinariamente el camino desde Lubartów hasta Białystok (unos 260 kilómetros) en 6 días. Los soldados lucharon en dos escaramuzas y durmieron unas pocas horas al día. Su sacrificio fue premiado cuando el Decimosexto ejército soviético fue detenido y la mayoría de sus soldados, tomados prisioneros.
El centro del frente del ejército soviético quedó totalmente desorganizado. Algunas divisiones continuaron luchando en su camino a Varsovia mientras otras partían en retirada perdiendo la cohesión y sucumbiendo al pánico.
El comandante en jefe ruso perdió el contacto con la mayoría de sus tropas y todos los planes soviéticos fueron imposibles de llevar a cabo. Solo el Decimoquinto ejército se mantuvo organizado e intentó obedecer las órdenes de Tujachevski, defendiendo al Cuarto ejército en su retirada. Sin embargo fue vencido dos veces los días 19 y 20 de agosto y tuvo que unirse al resto de tropas en su huida. Tujachevski no tuvo otra opción que ordenar una retirada general hacia el río Bug. El 21 de agosto toda la resistencia rusa había sido derrotada y el 31 de agosto todo el frente sudoccidental había sido completamente vencido.

## Consecuencias
Aunque Polonia consiguió vencer y hacer retroceder a los rusos, el plan de Piłsudski de rodear al Ejército Rojo no funcionó completamente y este finalmente pudo reorganizarse. El flanco sur del Ejército Rojo había sido vencido y no volvió a ser peligroso para los polacos, pero cuatro divisiones soviéticas comenzaron a avanzar hacia Varsovia el 4 de septiembre desde el noroeste. Hacia finales de agosto los ejércitos rusos Cuarto y Decimoquinto fueron derrotados y los supervivientes cruzaron la frontera con Prusia, donde fueron desarmados. Sin embargo, las tropas fueron liberadas pronto y pudieron volver a luchar contra Polonia unas semanas después en la batalla del río Niemen. El Primer Ejército de Caballería de Semión Budionni fue derrotado el 31 de agosto en la batalla de Komarów, teniendo que levantar el asedio de Leópolis tres días después. Los soldados del Decimosexto ejército, derrotado en Białystok, fueron hechos prisioneros de guerra y el Tercer Cuerpo de Caballería fue forzado a retirarse cruzando la frontera con Alemania.

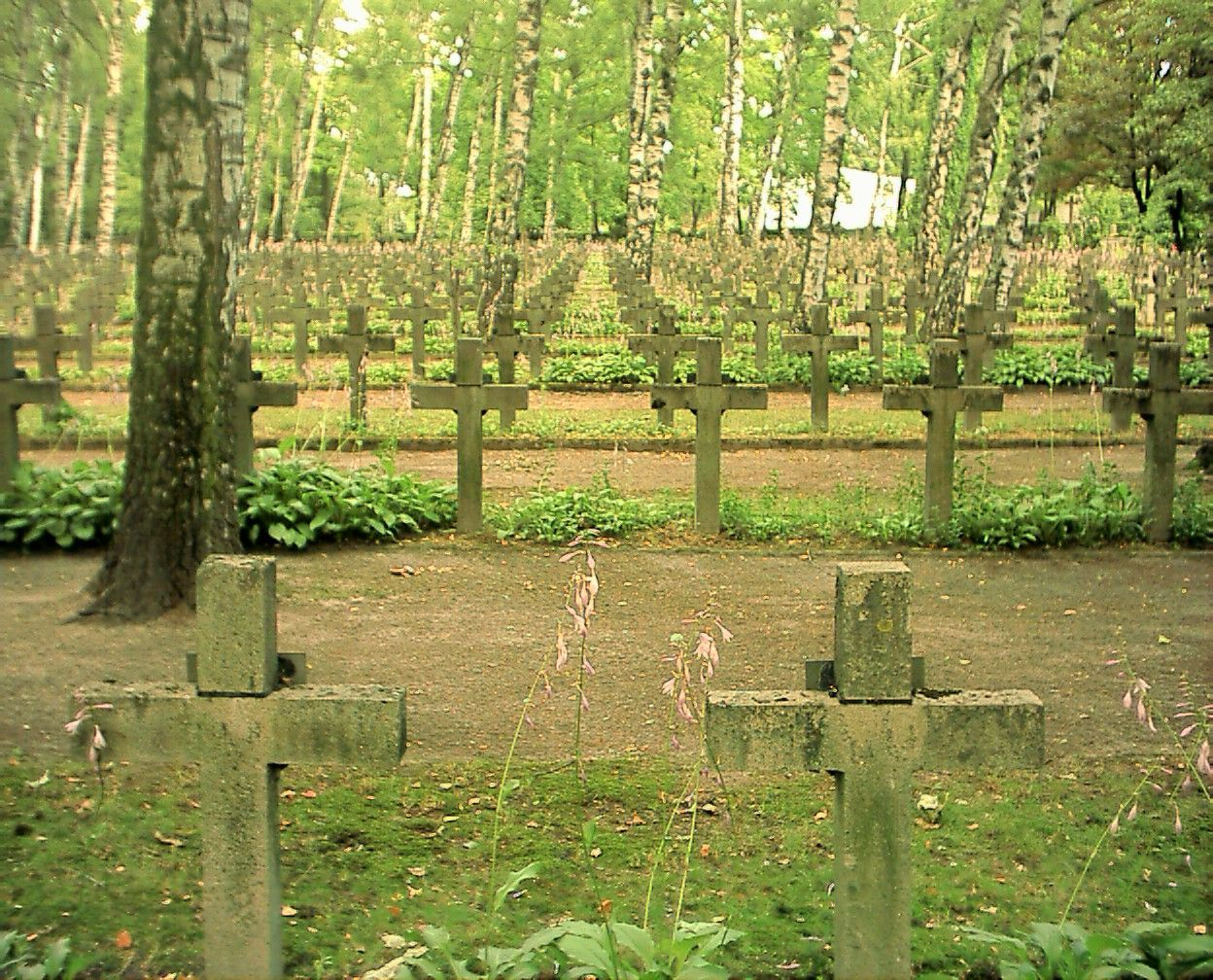
Tumbas de los soldados polacos caídos en la batalla de Varsovia. Cementerio Powązki, Varsovia.

Tujachevski consiguió reorganizar a las fuerzas que se retiraban hacia el este y, en septiembre, estableció una nueva línea defensiva en Grodno. Con el fin de romper el frente defensivo, el ejército polaco luchó en la batalla del río Niemen a mediados de septiembre, volviendo a derrotar a los bolcheviques. Tras la batalla del río Szczara ambos bandos estaban muy cansados y, el 12 de octubre, bajo una gran presión por parte de Francia e Inglaterra, se firmó un alto el fuego. El 18 de octubre la lucha había concluido y el 18 de marzo de 1921 se firmó la Paz de Riga, con la que terminaron las hostilidades. A mediados de octubre, el ejército polaco había llegado a la línea que unía Dubno y Minsk.
Las pérdidas soviéticas fueron de aproximadamente 15 000 fallecidos, 500 desaparecidos, 10 000 heridos y 65 000 capturados, mientras que Polonia sufrió 4500 muertos, 22 000 heridos y 10 000 desaparecidos. Entre 25 000 y 30 000 soldados soviéticos consiguieron llegar a la frontera alemana, desde donde, tras cruzar la frontera con Prusia Oriental y un breve periodo de detención, pudieron volver a Rusia. Polonia capturó 231 piezas de artillería y 1023 ametralladoras.
La propaganda soviética antes de la batalla de Varsovia había dicho que la caída de la capital polaca era inminente y anticipó que la toma de Varsovia sería el comienzo de una larga lista de revoluciones comunistas en Polonia, Alemania y otros países europeos devastados por la Primera Guerra Mundial. La derrota soviética fue, por tanto, un gran revés para algunos oficiales rusos, sobre todo para Vladímir Lenin, el comandante del flanco sudoccidental del ataque, ya que la victoria de Polonia supuso el fin de su idea de exportar la revolución. Los planes de expansión del comunismo se retrasaron por 24 años, hasta el final de la Segunda Guerra Mundial.
El vizconde d'Abernon, miembro de la Misión interaliada a Polonia, declaró después:

La historia de la civilización contemporánea no conoce un evento de mayor importancia que la batalla de Varsovia, 1920, y ningún otro cuyo significado haya sido más menospreciado.
Sir Edgar Vincent d'Abernon

Por su parte, Vladímir Lenin declaró dos meses después de la batalla:

[Aprendimos] que cerca de Varsovia no solo se encuentra el centro del gobierno burgués polaco y la capital de la república, sino el centro del sistema contemporáneo del imperialismo internacional, y que estas circunstancias nos hubieran permitido sacudir este sistema, y conducir políticas, no solo en Polonia, sino en Alemania e Inglaterra.
Vladímir Lenin